# پاتریسیا استرینیوس
پاتریسیا استرینیوس (سوئدی: Patricia Strenius؛ زادهٔ ۲۳ نوامبر ۱۹۸۹) وزنه‌بردار زن اهل سوئد است.
وی در مسابقات کشوری و بین‌المللی در مجموع برندهٔ ۱ مدال طلا، ۲ مدال برنز شده‌است.